# Cimrmani zblízka
Cimrmani zblízka je televizní dokument Marka Šimona a Filipa Nesládka o Divadle Járy Cimrmana z roku 2024.

## Děj
Pořadem provází Vojtěch Kotek, který zachycuje historická místa souboru Divadla Járy Cimrmana.
Dokument přináší rozhovory protagonistů v Divadle Járy Cimrmana, záběry ze samotného divadla, z divadelních zájezdů i soukromí herců.